# Prangos microcarpa
Prangos microcarpa är en flockblommig växtart som beskrevs av Pierre Edmond Boissier. Prangos microcarpa ingår i släktet Prangos och familjen flockblommiga växter. Inga underarter finns listade i Catalogue of Life.